# رالف جوليان ريفرز
رالف جوليان ريفرز (بالإنجليزية: Ralph Julian Rivers)‏ هو محامي وسياسي أمريكي، ولد في 23 مايو 1903 في سياتل في الولايات المتحدة، وتوفي في 14 أغسطس 1976 في شيهاليس في الولايات المتحدة. حزبياً، نشط في الحزب الديمقراطي. وقد انتخب عضو مجلس النواب الأمريكي.